# 輪渡颯介
輪渡颯介（1972年—）是一位日本時代小說作家、推理作家。東京都出生，明治大學畢業。
2008年，他的長篇作品「割で笑う女」融合時代小說與推理小說特色，獲得第38回「Mephist獎」，也是他得到的首座獎項。接著，接續首作出版「浪人左門あやかし指南」系列，前兩作以小說形式、後兩作則以四六判格式發行。
第二本著作「百物語」中表示作者拼音為「わわたり そうすけ」（Wawatari Sousuke），不過第三作「無緣塚」則更改為「わたり そうすけ」（Watari Sousuke）。

## 作品一覽

### 浪人左門あやかし指南
（講談社刊 / 講談社文庫刊）
1. 掘割で笑う女（2008年1月、ISBN 978-4-06-182580-2 / 2010年1月、ISBN 978-4-06-276529-9）
2. 百物語（2008年7月、ISBN 978-4-06-182602-1 / 2010年3月、ISBN 978-4-06-276568-8）
3. 無縁塚（2009年4月、ISBN 978-4-06-215435-2 / 2011年12月、ISBN 978-4-06-277128-3）
4. 狐憑きの娘（2010年1月、ISBN 978-4-06-215983-8 / 2012年7月、ISBN 978-4-06-277315-7）

### 古道具屋 皆塵堂
（講談社刊）
1. 古道具屋 皆塵堂（2011年2月、ISBN 978-4-06-216743-7）
2. 猫除け 古道具屋 皆塵堂（2012年4月、ISBN 978-4-06-217578-4）